# Flotilha Naval Especial de Guerra da República da Coreia
Flotilha Naval Especial de Guerra da República da Coreia (ROKNSWF) é uma unidade especial da Marinha da República da Coreia.
Participa de missões desde a década de 1980.